# Pierre Laval
Pierre Laval, född 28 juni 1883 i Châteldon, Puy-de-Dôme, Frankrike, död 15 oktober 1945 (avrättad) i Fresnes, Val-de-Marne, var en fransk politiker.

## Biografi
Laval blev deputerad 1924 och anslöt sig till vänsterkanten. Han var minister för offentliga arbeten i Raymond Poincarés regering 1925, understatssekreterare i konseljpresidiet och utrikesminister i Aristide Briands regering 1926, minister för offentliga arbeten i André Tardieus andra regering 1930 samt arbetsminister i Tardieus regering 1932. Under sin tid som premiärminister 1931–1932 gjorde Laval en resa till Washington för att i överläggningar med president Herbert Hoover nå en uppgörelse av krigsskuldsfrågan men nådde inget resultat.
Han var Frankrikes premiärminister 1931–1932, 1935–1936, 1940 samt i den med tyskarna samarbetande Vichyregimen 1942–1944.
År 1942 bildade Laval regering och blev Vichyregimens reelle ledare. Han samarbetade villigt med den tyska ockupationsmakten. Efter andra världskriget ställdes han inför rätta för högförräderi. Han dömdes till döden och arkebuserades i närheten av Paris.